# Jean-Balthazar de Cabanes de Viens
Jean-Balthazar de Cabanes de Viens (* 1654 in Aix-en-Provence (unsicher); † 9. Mai 1697 in Tournai) war ein französischer Bischof.

## Leben
Jean-Balthazar de Cabanes de Viens stammte aus einer erst in der vorherigen Generation in den Amtsadel aufgestiegenen Familie. Sein Vater Balthazar de Cabanes (1610–1671), Baron de Viens, war Präsident der Rechnungskammer der Provence, seine Mutter Madeleine de Valavoire-Volx, eine Schwester des Bischofs Nicolas de Valavoire von Riez.
Geboren 1654 in der Provence, wurde er 1674 in Avignon zum Doktor der Theologie promoviert. Seit ca. 1680 Priester war er dank der Protektion seines Onkels Domherr in Riez, später einige Jahre Generalvikar, 1683 zum Lebensunterhalt mit der Abtei Notre-Dame de Clausonne (südwestlich von Gap) versorgt. 1682 nahm er als Deputierter am Nationalkonzil des französischen Klerus teil.
Im November 1685 zum Bischof von Grasse bestimmt, zog er das kurz darauf vakant gewordene Bistum Vence vor. Im April 1686 vom König nominiert, erhielt er erst im April 1693 die päpstliche Bestätigung und schließlich am 29. November 1693 in der Kapelle der Missions Étrangères in Paris durch Bischof Charles Le Goux de La Berchère von Albi die Bischofsweihe. Bis dahin hatte er die Diözese als Kapitularvikar verwaltet. Als Bischof leitete er seine kleine Herde – 1681 umfasste sie 200 Pfarreien – nur noch kurze Zeit; er starb am 9. Mai 1697 in Tournai.